# Kriminalistický ústav
Kriminalistický ústav (KÚ) nebo též Kriminalistický ústav Policie České republiky je jeden z útvarů Policie České republiky s celorepublikovou působností, který se zaměřuje na výkon kriminalistickotechnické a znalecké činnosti v určitých oborech.

## Činnost
Obory činnosti ústavu jsou dle oficiálních informací webu KÚ: elektrotechnika, chemie, kriminalistika, písmoznalectví a strojírenství. KÚ oficiálně vykonává především znaleckou činnost jakožto ústav vědecký – obor kriminalistika je v současné době představován následujícími odvětvími: mechanoskopie, trasologie, elektrotechnika, defektoskopie, metalografie a technická diagnostika, balistika, zkoumání ručního písma, zkoumání písma psacích strojů, technické zkoumání dokladů a písemností, technické zkoumání pravosti platidel a cenin, daktyloskopie, chemie, fyzikální chemie, biologie, genetika, antropologie, fonoskopie, zkoumání videozáznamů, zkoumání fotografií a fotografické techniky, dat a zkoumání nosičů dat.
Tento celorepublikový útvar též uvádí, že především: zpracovává znalecké posudky a odborná vyjádření (stanoviska) zejména pro orgány činné v trestním řízení. Kromě vlastního výkonu kriminalistickotechnické a znalecké činnosti se podílí též na vzdělávání specialistů a je rovněž metodicko-řídícím pracovištěm pro specializované policejní útvary v ČR, dále se rovněž podílí na oblasti vědeckého výzkumu, zejména vývoji a zavádění nových metod a postupů do kriminalistickotechnické a znalecké praxe. KÚP se též věnuje publikování odborných studií a vydává policejní časopis (Kriminalistický sborník), mezinárodně pak tento ústav spolupracuje zejména v rámci Evropské sítě forenzních institucí (ENFSI).

## Struktura
Tento celorepublikový útvar má svého ředitele, v současné době jím je plk. Ľuboš Kothaj. Ten byl do funkce ředitele jmenován po úspěšném nabídkovém řízení náměstkem policejního prezidenta pro službu kriminální policie a vyšetřování (SKPV) brig. gen. Zdeňkem Laubem s účinností od 15. března 2016.

## Historie
V roce 2007 KÚP získal a obhájil akreditaci v oblasti znalecké činnosti, čímž se stal mezinárodně uznávanou laboratoří v oboru forenzního zkoušení.
Od 1. srpna 2018 Kriminalistický ústav Praha (KÚP) změnil svůj název na Kriminalistický ústav (KÚ), dále také došlo ke změně loga.